# صندوق الودائع والأمانات (تونس)
صندوق الودائع والأمانات  (بالفرنسية: Caisse des Dépôts et Consignations)‏ هي مؤسسة عمومية تونسية أسست في 2011، وتقع تحت إشراف وزارة المالية. مهمتها الرئيسية هي دعم سياسات الدولة وتعزيز السوق المالية. مديرته العامة الحالية هي بثينة بن يغلان.

## الأهداف
الهدف الرئيسي لهذه المؤسسة هو توفير التمويل الذي يحتاجه الاقتصاد، وخاصة التمويل طويل المدى. التمويل يكون في شكل أسهم رأس المال وشبه أسهم رأس المال، في مشاريع مجدية اقتصاديا يمكنها مواجهة تحديات السوق، مع الحفاظ على حصة أقلية باستثناء المشاريع الاستراتيجية حيث يمكن عدم الاحتفاظ بهذه الحصة فيما يخص هذه المشاريع.
يتولى صندوق الودائع والأمانات الحفاظ على الموارد والأموال والسندات التي توضع على ذمته والموارد التي يتولى تعبئتها والتصرف فيها باستعمالها في التوظيفات والاستثمارات التالية:
- رقاع الخزينة بمختلف أصنافها والتوظيفات المضمونة من قبل الدولة.
- القيام أو المساهمة في استثمارات مهما كان مداها بصفة مباشرة أو غير مباشرة أو في إطار شراكة مع القطاع الخاص في كل المجالات الاقتصادية ذات الصبغة الاستراتيجية بالحرص على ديمومتها الاقتصادية وخاصة في البنية التحتية والتنمية الجهوية وميادين التكنولوجيات الحديثة والبيئة والتنمية المستدامة وتدعيم المؤسسات الصغرى والمتوسطة.
- الاستثمار في الأسواق المالية.

وتمثّلت أهم المبادئ العامّة التي تحكم تدخلات الصندوق في تنمية الاستثمار طويل المدى والاستثمار في المشاريع التي لها ديمومة اقتصادية مع احترام قواعد السّوق والمنافسة والتدخّل كمستثمر صغير باستثناء الاستثمارات الإستراتيجية والاستثمار في المشاريع والمناطق التي يعزف عنها المستثمرون الخواص.

## إحصائيات
|                    | 2012   | 2013     | 2014     | 2015     | 2016     | 2017   | 2018    |
| المداخيل           | 173.8  | ▲ 226.2  | ▲ 265.1  | ▲ 287.9  | ▲ 307.1  | ▲361.8 | ▲ 501.7 |
| صافي الدخل         | 31.0   | ▲ 38.9   | ▲ 41.7   | ▼ 36.2   | ▲ 59.3   | ▼ 54.8 | ▼ 45.9  |
| أسهم رأس المال     | 81.0   | ▲ 120.0  | ▲ 161.0  | ▲ 197.5  | ▲ 256.9  | ▲311,7 | ▼ 282.6 |
| الميزانية العمومية | 4203.6 | ▲ 4432.3 | ▲ 4691.0 | ▲ 5072.8 | ▲ 5561.9 | ▲6423  | ▲7427   |

## التنظيم
صندوق الودائع والأمانات يقوده مدير عام، يعين باقتراح من رئيس الحكومة التونسية. يباشر المدير العام مهامه تحت مراقبة هيئة مراقبة يرأسها وزير المالية ويكون أعضائها ممثلي مختلف الإدارات الوزارية التي لها علاقة مع أعمال الصندوق، ويضاف إليهم ممثلي البنك المركزي التونسي والبريد التونسي، وأخيرا شخصيات مستقلة مشهود لها في مجال المالية والاستثمار.

حسب القانون المنشأ لصندوق الودائع والأمانات، يتم تكوين عدة لجان في صلب الصندوق وهي: اللجنة الدائمة للرقابة والتدقيق، اللجنة الدائمة للموارد والتوظيفات، لجنة المخاطر، لجنة الأسواق، لجنة التوظيف والأجور.

### المدراء العامون
| الاسم | الاسم          | بداية العهدة  | نهاية العهدة |
| ----- | -------------- | ------------- | ------------ |
|       | جمال بالحاج    | 1 نوفمبر 2011 | 1 أبريل 2016 |
|       | بثينة بن يغلان | 1 أبريل 2016  | الآن         |

### هيئة المراقبة
أعضاء هيئة المراقبة الحالية:
- الرئيس: رضا شلغوم (وزير المالية بتونس) سابقًا.
- ممثلي الوزارات والإدارات: عبد الرحمان الخشتالي (ممثل وزارة المالية).
- بشير الطرابلسي (ممثل البنك المركزي التونسي).
- منانة الحفناوي (ممثل وزارة التجهيز والإسكان والتهيئة الترابية).
- وليد رجب (ممثل البريد التونسي).
- قميرة بن جنات (ممثل وزارة البيئة والتنمية المسدامة).
- سنية الجلاصي (ممثل وزارة الصناعة والمؤسسات الصغرى والمتوسطة).
- عياد بلقاسم ورجاء بولبيار (ممثلي وزارة التنمية والاستثمار والتعاون الدولي).
- شخصيات مستقلة: محمد بيشيو، مجدي حسن.

## التعاون
أبرم صندوق الودائع والأمانات اتفاقيات تعاون مع عدة مؤسسات وهياكل وطنية ودولية، وهم في تونس: صندوق الودائع والأمانات تصرف، وكالة النهوض بالصناعة والتجديد، الجمعية التونسية للمستثمرين في رأس المال.
وعلى المستوى الدولي هم: صندوق الودائع والأمانات (فرنسا)، صندوق الودائع والأمانات (إيطاليا)، صندوق الإيداع والتدبير (المغرب)، منتدى صناديق الإيداع، لا كايكسا، منظمة الهجرة الدولية، بي بي إي فرنسا، البنك الدولي، الشركة الإسلامية لتنمية القطاع الخاص، مؤسسة التمويل الدولية، المنظمة العربية للسياحة، ميد كونفيدرايشن، معهد التنبؤ الاقتصادي لعالم البحر الأبيض المتوسط، مجموعة أعمال أكسفورد.

## روابط خارجية
- الموقع الرسمي.
- مرسوم عدد 85 لسنة 2011 مؤرخ في 13 سبتمبر 2011 يتعلق بإحداث صندوق الودائع والأمانات على موقع بوابة-التشريع.تونس.